# Toucanet de Reinwardt
Selenidera reinwardtii
Espèce
Statut de conservation UICN

 LC  : Préoccupation mineure
Le Toucanet de Reinwardt (Selenidera reinwardtii) est une espèce d'oiseau de la famille des Ramphastidae, endémique de la zone néotropicale (Bolivie, Brésil, Colombie, Équateur, Pérou).

## Sous-espèces
Cet oiseau est représenté par deux sous-espèces :
- Selenidera reinwardtii langsdorffii (Wagler, 1827) ;
- Selenidera reinwardtii reinwardtii (Wagler, 1827).